# Liste der Naturdenkmale in Droyßig

Lage von Droyßig

In der Liste der Naturdenkmale in Droyßig werden die Einzel-Naturdenkmale, Flächennaturdenkmale sowie flächenhafte Naturdenkmale im Burgenlandkreis in der sachsen-anhaltischen Gemeinde Droyßig und ihren Ortsteilen Hassel, Romsdorf, Stolzenhain und Weißenborn aufgeführt.
In den Veröffentlichungen werden lt. Quellen in 5 Einzel-Naturdenkmale (ND), 1 Flächennaturdenkmale (FND) und 0 flächenhafte Naturdenkmale (NDF) angegeben. Die Angaben der Liste basieren auf Daten des „Geoportals Sachsen-Anhalt“ vom Landesamt für Vermessung und Geoinformation Sachsen-Anhalt und den Meta-Daten der angegebenen Quellen (ND, FND, NDF)

## Definition
„Naturdenkmäler sind rechtsverbindlich festgesetzte Einzelschöpfungen der Natur oder entsprechende Flächen bis zu fünf Hektar, deren besonderer Schutz erforderlich ist
1. aus wissenschaftlichen, naturgeschichtlichen oder landeskundlichen Gründen oder
2. wegen ihrer Seltenheit, Eigenart oder Schönheit.“

## Legende
- Bild: zeigt ein vorhandenes Foto des Naturdenkmals
- Nr: zeigt die jeweilige Nr. des Objekts
- Beschreibung: Kurzbeschreibung zum Naturdenkmal
- Koordinaten: zeigt die Lage auf der Karte
- Quelle: Datum/Link zur Referenzquelle

## (Einzel-)Naturdenkmale
| Bild           | ND-Nr.     | Ortsteil    | Beschreibung | Koordinaten                 | Quellen |
| -------------- | ---------- | ----------- | --- | --------------------------- | ------- |
| Weitere Bilder | ND 0129BLK | Droyßig     | Vorkommen der sog. Tempelwacken (Tertiärquarzit, harte Gesteinsart, welche durch Verkieselung aus Quarzsand im Tertiär entstand) am östlichen Ortsrand von Droyßig, westlich der Straße nach Wetterzeube                  | 51° 2′ 20″ N, 12° 1′ 41″ O  | [ 1 ]   |
| Bild gesucht   | ND 0131BLK | Droyßig     | Quarzitblöcke im sog. Staudenhain, südlicher Droyßiger Wald am Borntalweg | 51° 0′ 53″ N, 12° 0′ 36″ O  | [ 1 ]   |
| Weitere Bilder | ND 0155BLK | Droyßig     | Rotbuche(n) (Fagus sylvatica) im Droyßiger Wald am „Prinzenweg“ (nördlicher Querweg im Droyßiger Wald), ca. 400 m Luftlinie von Kreuzung Mückenschänke (Anm.: von der ehemaligen Rotbuchengruppe existiert nur noch eine) | 51° 1′ 13″ N, 12° 0′ 28″ O  | [ 1 ]   |
| Weitere Bilder | ND 0189BLK | Stolzenhain | Stieleiche (Quercus robur) am östlichen Ortseingang von Stolzenhain, neben Gedenkstein für die Weltkriegsopfer | 51° 1′ 47″ N, 11° 58′ 13″ O | [ 1 ]   |
| Bild gesucht   | ND 0192BLK | Weißenborn  | Quellgebiet eines Zuflusses des Weißenborner Bachs (auch als „Osterquelle“ bezeichnet), südlich Weißenborn | 51° 1′ 31″ N, 11° 59′ 31″ O | [ 1 ]   |

## Flächen-Naturdenkmale
| Bild           | FND-Nr.    | Ortsteil | Beschreibung | Koordinaten                 | Quelle     |
| -------------- | ---------- | -------- | --- | --------------------------- | ---------- |
| Weitere Bilder | FND0106BLK | Romsdorf | Teichbiotop und Auwald in der „Geyerslede“ nordöstlich von Romsdorf, ca. 300 m nördlich des ehemaligen Bahndamms Zeitz-Camburg (heute Zuckerbahn-Radweg zwischen Zeitz und Camburg) | 51° 2′ 43″ N, 11° 59′ 27″ O | 30.08.1989 |